# L'innocenza del diavolo
L'innocenza del diavolo (The Good Son) è un film del 1993, diretto da Joseph Ruben su una sceneggiatura di Ian McEwan. La pellicola ha per protagonisti Elijah Wood e Macaulay Culkin, e del cast fanno parte anche la sorella di Culkin, Quinn, nonché il fratello Rory Culkin, che appare brevemente in una fotografia nella parte del defunto Richard. McEwan non gradì il modo in cui la casa di produzione trattò la sua opera, tanto da arrivare a disconoscerla.

## Trama
Il dodicenne Mark Evans ha appena perso la madre, morta dopo una lunga lotta contro il cancro. Dovendo partire per un viaggio d’affari a Tokyo, suo padre Jack lo lascia a vivere per due settimane dagli zii Wallace e Susan. Essi hanno due figli, Henry e Connie, e ne hanno da poco perso uno, Richard, morto annegato nella vasca da bagno. Susan si sente in colpa per la sua morte, avendolo lasciato da solo in bagno, sia pure per pochissimo tempo.
Col passare dei giorni, Mark si accorge che il cugino Henry, dietro il suo aspetto affettuoso, è in realtà un violento sociopatico, i cui comportamenti hanno spesso conseguenze fatali. Dopo aver ucciso un cane con un'arma artigianale, Henry arriva a provocare un incidente stradale per puro divertimento e ad attentare alla vita della piccola Connie mentre pattinano sul ghiaccio, essendo invidioso della sorella. Mark cerca in tutti i modi di smascherare il cugino, mettendosi in contatto con il padre e cercando di avvisare la sua psicoanalista, ma viene sempre battuto sul tempo da Henry. Prova allora a parlarne con la zia Susan, ma la donna, legatissima al figlio, si rifiuta inizialmente di credergli e reagisce malamente alle sue parole. Poco dopo però, rovistando tra gli oggetti del figlio, Susan trova una papera di gomma appartenuta a Richard, che si trovava con lui nella vasca quando è annegato e che lei non aveva più ritrovato. Inizia allora a sospettare che Henry abbia volutamente ucciso il fratello.
Nel frattempo, quest'ultimo è sempre più invidioso dello stretto rapporto che si è creato tra sua madre e Mark e insinua che potrebbe anche arrivare a ucciderla. Il cugino lo affronta, ma durante la rissa i due vengono separati da Wallace, che chiude Mark in casa, mentre Henry invita la madre a fare una passeggiata nel bosco. Qui Susan mette alle strette il figlio, chiedendogli se avesse ucciso Richard e Henry, dopo aver praticamente confessato, scappa. Dopo aver attirato la madre sull'orlo di un dirupo, Henry la fa precipitare, ma Susan riesce a salvarsi aggrappandosi ad un ramo. Mentre Henry sta per lanciarle addosso una grossa pietra, sopraggiunge Mark, che riesce ad impedirglielo. Approfittando della colluttazione fra i due cugini, Susan risale il precipizio e, proprio nel momento in cui i due precipitano nel vuoto, riesce ad afferrarli, ciascuno con un braccio. Tuttavia Susan non è in grado di salvarli entrambi e capisce di dover fare una difficile scelta. Alla fine sceglie di salvare Mark, lasciando cadere Henry, che muore schiantandosi sulle rocce sottostanti.

## Riprese
La casa utilizzata per il set si trova a Manchester-by-the-Sea (Boardman Ave.), paese costiero a nord di Boston. La scena del cimitero è stata girata all'Old Burial Ground cemetery, Marblehead, sobborgo di Boston. La scena finale, dove Henry precipita dal promontorio è stata girata nello stato del Minnesota, a Palisade Head State Park, sulle rive del Lago Superiore.

## Cast
- Elijah Wood è Mark Evans: Dopo la morte della madre e la partenza del padre per un viaggio d'affari a Tokyo, in Giappone, Mark viene lasciato con i suoi parenti nel Maine. Egli è anche il primo a scoprire la verità sul perfido Henry.
- Macaulay Culkin è Henry Evans: Abile a fingersi normale, Henry è in realtà un violento psicopatico, disposto a eliminare chiunque non gli piaccia o chi scopre la verità sulla morte del fratellino Richard, ucciso da lui stesso per gelosia.
- Wendy Crewson è Susan Evans: È la madre del malvagio Henry e la zia di Mark. Inizialmente non è disposta a credere alla verità su suo figlio.
- David Morse è Jack Evans: È il padre di Mark.
- Daniel Hugh Kelly è Wallace Evans: È il padre di Henry e il fratello di Jack.
- Jacqueline Brookes è Alice Davenport: È una psicoterapista.
- Quinn Culkin è Connie Evans: È la sorella di Henry, che egli disprezza per gelosia.
- Ashley Crow è Janice Evans: È la madre di Mark, la cui morte scatenerà una serie di eventi.

## Riconoscimenti
- 1994 - MTV Movie Awards
  - Nomination Miglior cattivo a Macaulay Culkin
- 1994 - Saturn Award
  - Miglior attore emergente a Elijah Wood
  - Nomination Miglior film horror

## Romanzo
Con l'uscita del film del 1993, è stato pubblicato un romanzo tie-in scritto da Todd Strasser. Il romanzo completa l'omonimo film, in particolare approfondisce il fatto che Henry sia un sociopatico sin dalla nascita, piuttosto che una sorta di "personificazione del male" come viene invece mostrato nel film.
Nel romanzo Susan, la madre di Henry, scopre che il figlio non è in grado di capire emozioni come l'amore e il dolore, e che il piacere che trae dalle sue azioni egoistiche e dalla sofferenza degli altri sono le poche emozioni che è veramente in grado di provare. Inoltre il libro si conclude in modo diverso rispetto al film, in quanto finisce con Mark che ritorna a casa dello zio Wallace un anno dopo. Il protagonista e Susan visitano la tomba di Henry, dove c'è scritto un epitaffio: "Senza oscurità non può esserci luce".
Nel romanzo, inoltre, l'appuntamento tra Susan e Wallace viene interrotto perché la donna ha la sensazione che ci sia qualcosa che non vada in casa.